# Guerra beocia
La guerra beocia o guerra tebana fue un conflicto militar en la antigua Grecia que tuvo lugar poco después de la guerra de Corinto y de la firma de la Paz de Antálcidas, o Paz del Rey. Estalló en el año 378 a. C. como resultado de una revuelta en Tebas contra Esparta. La guerra supuso el dominio de Tebas en el mundo griego a costa de Esparta. Sin embargo, al final de la guerra los mayores líderes de Tebas, Pelópidas y Epaminondas, estaban muertos y el poder de Tebas estaba disminuyendo, lo que permitió la Expansión de Macedonia bajo Filipo II.
En esta guerra, la mayoría de los participantes cambiaron de bando a lo largo del conflicto. Esparta y Tebas siguieron siendo adversarios constantes. Al principio de la guerra se trataba de un enfrentamiento entre la Segunda Confederación de Atenas, que ya cumplía con los requisitos de la Paz de Antálcidas, y la Liga del Peloponeso. La Liga ateniense al principio de la guerra incluía a Tebas y a algunas de las ciudades beocias en las que los partidos democráticos habían ganado. Las restantes ciudades beocias eran oligárquicas y apoyaban a Esparta. Al final, el conflicto se había convertido en una lucha entre la Liga Beocia y sus aliados contra Esparta y Atenas con algunos de sus aliados.
La causa de la guerra fue el descontento con la hegemonía espartana.
Durante la guerra, los tebanos infligieron varias derrotas a los espartanos, entre ellas la famosa batalla de Leuctra, tras la cual se estableció la hegemonía tebana en Grecia. La Liga del Peloponeso se estaba desintegrando lentamente. El último estallido de la guerra fue la batalla de Mantinea, en la que murió el general tebano Epaminondas.

## Fuentes

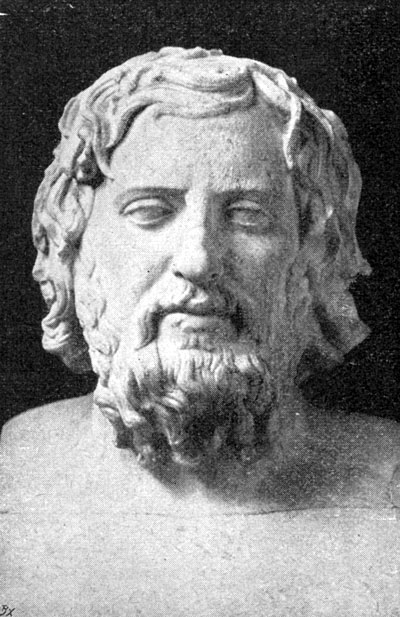
Jenofonte

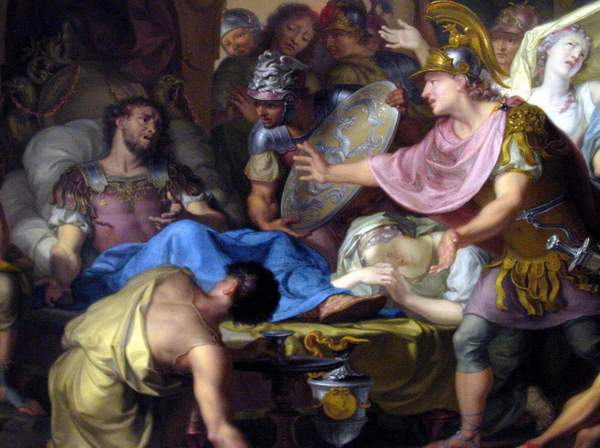
Isaac Valvarene. La muerte de Epaminondas

## Antecedentes
Según la Paz de Antálcidas, que puso fin a la guerra de Corinto, se restauró la hegemonía espartana. Al final de esta guerra, los espartanos comenzaron a seguir una política agresiva hacia los aliados desleales, en el 385 a. C. los espartanos fueron a Mantinea (el motivo de la campaña fue el incumplimiento de las obligaciones de los aliados) con la demanda de demoler las murallas de la ciudad, y cuando los mantineos se negaron, la tomaron, y Mantinea se convirtió en cuatro asentamientos separados, como en los viejos tiempos  Por la misma época, la ciudad beocia de Platea, que había sido durante mucho tiempo una aliada de Atenas, fue restaurada por los espartanos y destruida en el 427 a. C. lo que provocó el disgusto de Tebas.
Supervisando el cumplimiento de las condiciones de paz, Esparta se puso del lado de las víctimas y las ciudades liberadas capturadas por otros griegos, por ejemplo, Hestia en la isla de Eubea, ciudades en Calcídica, etc.). Casi al mismo tiempo, Calcis ciudad de Olinto comenzó a crecer más fuerte, violar las condiciones de la paz de Antálcidas y la captura de la totalidad de Calcídica y en parte incluso de Macedonia. Los líderes del partido democrático de Tebas y los atenienses conservaron Olinto, enviaron una embajada allí y acordaron una nueva unión antiespartana. En 382 a. C., a petición de las ciudades de las cercanías de Olinto, los espartanos enviaron un ejército contra los olintianos bajo el mando de Eudamides. La segunda parte del ejército fue enviada más tarde bajo el mando de Fébidas. Cuando el ejército pasó por Beocia, hubo una lucha política entre los partidarios de la democracia y los oligarcas en Tebas. El líder del partido oligárquico, Leontíades, le pidió a Fébidas que ocupara Cadmea, una fortaleza en la ciudadela de Tebas, esperando con su ayuda convertirse en el hombre principal en Tebas. Fébidas estuvo de acuerdo y Cadmea fue capturada. Así, los espartanos sometieron a Tebas. La traicionera captura de la ciudad provocó indignación en toda Grecia y en los mismos espartanos.
 Uno de los líderes del partido demócrata, el polemarca Ismenias, fue ejecutado (según Plutarco, en Esparta, según otras fuentes en Tebas) por el hecho de que «... simpatiza con los bárbaros, que él, en detrimento de Grecia, entró en una alianza de hospitalidad con el persa, que fue sobornado por el rey persa (antes del comienzo de la guerra de Corinto»). Según el historiador soviético S. Ya. Lurie, «Aquellos de los líderes democráticos que no lograron escapar de la ciudad fueron asesinados o encarcelados», sin embargo el propio Plutarco, según escribe Lurie, aclara que, aparte de Ismenias, solo uno de los líderes demócratas  fue asesinado en Atenas por orden de los oligarcas ya que fue Androclidas, quien, junto con Ismenias, recibió dinero del rey persa y fue el iniciador de la guerra de Corinto, «intentaron sin éxito matar a otros», también en Atenas. Un buen número de demócratas permanecieron en libertad y más tarde participaron en el golpe de Estado de diciembre de 379 a. C.
Contra los olintios, en lugar de Fébidas, multado pero no ejecutado, los espartanos enviaron a Teleutias con un ejército, pero fue derrotado y asesinado. Al mismo tiempo, los espartanos, que buscaban en todas partes llevar al poder a los partidos oligárquicos que les eran leales, se dirigieron a Fliunte y, tras un asedio que duró un año y ocho meses, la ciudad se rindió.
Contra Olinto, los espartanos enviaron al rey Agesípolis, pero murió de fiebres. En su lugar se designó al comandante de Polibias y el asedio continuó. Finalmente, en 379 a. C., los habitantes de Olinto se rindieron. Así, «en Grecia... ya no había una sola república, ni una sola ciudad que se atreviera y pudiera rebelarse contra Esparta, cuando de repente el golpe en Tebas lo cambió todo».
En diciembre se organizó una conspiración contra los oligarcas tebanos con el apoyo de dos estrategos atenienses, que condujo a un golpe de Estado en Tebas.
Los investigadores modernos consideran la secuencia de eventos que llevaron directamente a la guerra de la siguiente manera:
- asistencia a las tropas atenienses en el golpe de Tebas, participación en el asedio y asalto de la guarnición lacedemonia en Cadmea, bloqueando los caminos a Beocia (para evitar refuerzos de los lacedemonios);
- la campaña de los lacedemonios contra Beocia, que había participado en el golpe;
- los temores de Atenas y la sentencia de muerte de los atenienses a sus estrategos, participantes en el golpe; una embajada de Tebas en Esparta con el objetivo de «reconocer la hegemonía de Esparta»;
- el soborno de los demócratas tebanos de Esfodrias (un espartano, el comandante de la guarnición se fue después de la campaña) y su incursión en El Pireo ateniense;[41]
- la negativa a ejecutar a Esfodrias en Esparta;
- la ruptura de Atenas con Esparta, una alianza con Tebas, la creación de una segunda alianza ateniense y recrudecimineto de las hostilidades.[42]

Tras el final de la guerra de Corinto, en la que muchos de los aliados de Esparta la abandonaron, esta comenzó a reconstruir su hegemonía y a castigar a muchos aliados desleales. En el año 385 a. C., Esparta atacó Mantinea alegando que habían incumplido sus obligaciones como aliados. Cuando Esparta tomó la ciudad la dividió en cuatro asentamientos, ya que eso era lo que había sido antes. En el norte, la ciudad de Olinto acrecntó su poder y violó los términos acordados al final de la guerra de Corinto. Por ello, Esparta envió un ejército contra la ciudad bajo el mando de Fébidas. Cuando el ejército estaba en Beocia, alrededor del año 383 o 382 a. C., Leontíades, que era el líder del partido oligárquico en Tebas, pidió a Fébidas que ocupara la ciudadela tebana, ya que Leontíades se sentía amenazado por el partido democrático. Los espartanos estaban gobernados por reyes y, por tanto, apoyaban a los gobiernos oligárquicos de otras ciudades griegas. Por ello, Fébidas accedió, ocupando la ciudad y tomando prácticamente el control de Tebas.

### Golpe de Estado en Tebas
Según Diodoro Sículo, apoyado por el orador del siglo IV a. C. Dinarco, los demócratas tebanos, con el apoyo de los atenienses, por la noche (esa noche los polimárquicos del partido oligarca celebraron una fiesta al final de su poder) volvieron a Tebas y mataron a los que habían apoyado a los laconios dormidos.
Plutarco y Jenofonte ofrecen un relato más detallado y algo diferente. Solo seis, doce según Plutarco, conspiradores penetraron en la propia Tebas, el resto, unos 300, con una parte del ejército ateniense que estaba encabezado por dos estrategos (generales en griego antiguo: στρατηγός, romanizado: Strategos), permanecieron en la frontera. Con la ayuda de Filides, secretario de los pelmarcas ya que tenía una excelente reputación entre ellos, pero que había organizado esta conspiración con los demócratas, los conspiradores, disfrazados de mujeres, mataron a los dos polemarcas que estaban borrachos (Arxio y Filipo) sin mucha dificultad en la fiesta. Los conspiradores entraron entonces en la casa del líder del partido oligárquico, Leontíades, y lo asesinaron en su dormitorio. El siguiente miembro del partido oligárquico fue introducido por la fuerza por los conspiradores, intentó escapar, pero fue capturado y asesinado.
Otros prisioneros fueron liberados y armados. A continuación, los rebeldes, a través de los heraldos, anunciaron que todos los tebanos, tanto jinetes como hoplitas, debían salir a la calle, en vista de que los tiranos habían muerto. Sin embargo, los propios ciudadanos de Tebas no salieron hasta el amanecer. Por la noche, el harmosta laconio (comandante de la guarnición), al oír los gritos de los heraldos, envió a pedir ayuda a las guarniciones cercanas de Platea y Tespias. Parte de los partidarios de los lacedemonios huyeron a Cadmea.
Los platenses que acudieron en ayuda de los lacedemonios fueron atacados y derrotados por los jinetes de los rebeldes, los partidarios de la democracia por medio de grupos atenienses comenzadon el asedio y asalto a la Cadmea — la guarnición de Cadmea junto con los partidarios eran cerca de 1500 personas.) Temiendo la llegada de refuerzos de Esparta, los rebeldes solicitaron ayuda adicional a Atenas. Atenas forjó una alianza con los demócratas de Tebas y envió una gran fuerza para suprimir el apoyo de los beocios a la guarnición espartana de Cadmea. Y lo que es más importante, bloquearon el envío de refuerzos desde el Peloponeso. Junto con las tropas atenienses y los refuerzos de las ciudades beocias, según Diodoro, al que se le critican las cifras incorrectas pero los datos sobre la guarnición de Cadmea que tiene coinciden con Plutarco, se reunieron unos 12 000 hoplitas, 5000 de ellos atenienses. El asalto a Cadmea se prolongó día y noche. La guarnición de la fortaleza resistió, esperando la llegada de refuerzos, pero cuando se agotaron los alimentos y no llegó la ayuda, se decidió abandonar la fortaleza. Los defensores de Cadmea se rindieron con la siguiente condición: «seguridad ...(y) salir con las armas en la mano», que fueron aceptadas por los atacantes. Según Jenofonte, la guarnición fue liberada sin obstáculos, pero «...los sitiadores apresaron a todos los que pertenecían a los tebanos, adheridos a un partido hostil a ellos, y los mataron. Sólo algunos de ellos fueron llevados en secreto y rescatados por un destacamento ateniense que había llegado desde la frontera».

## Estallido de la guerra

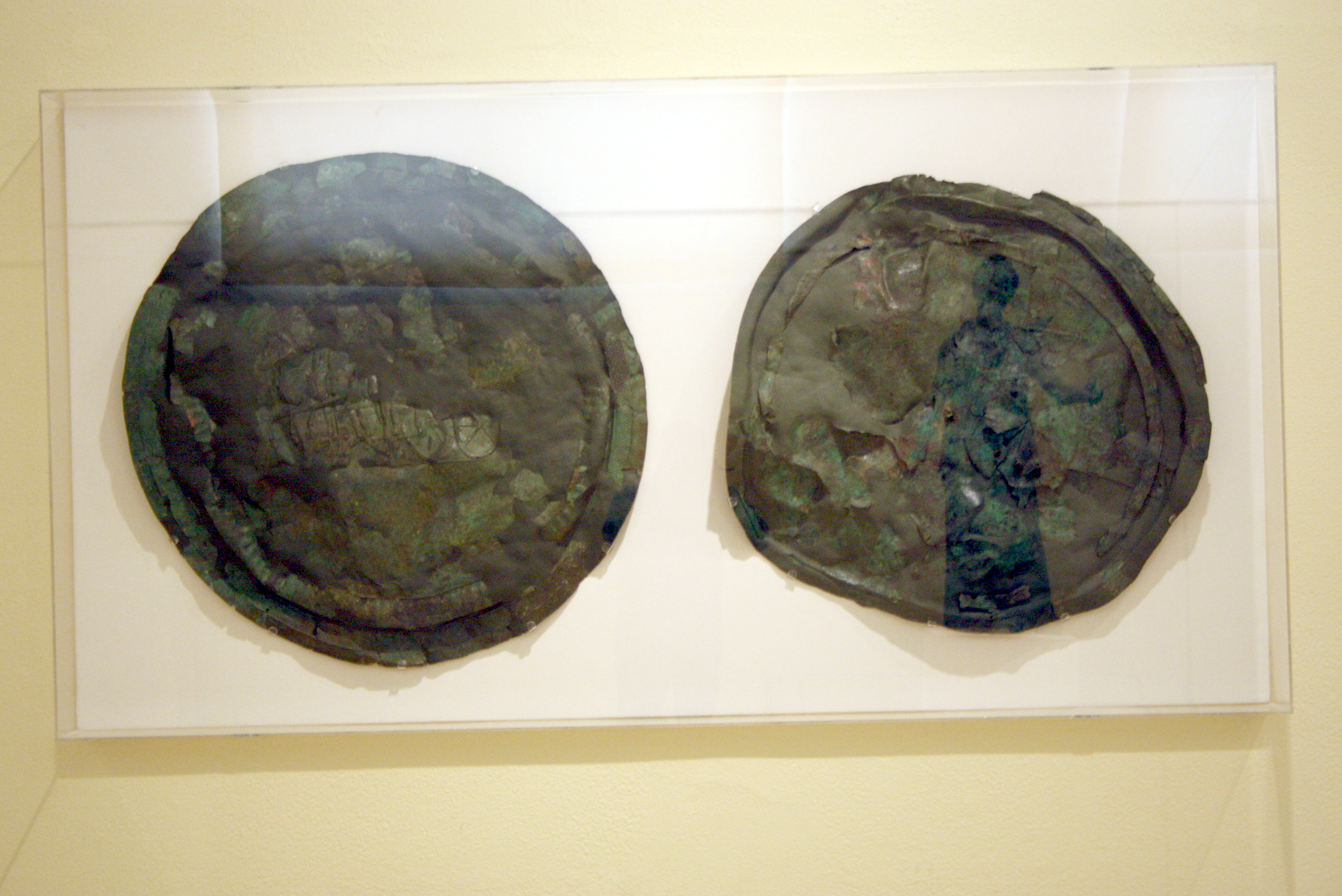
Escudos hoplitas

Tras la toma de la ciudadela tebana por parte de los espartanos, Pelópidas y otros destacados demócratas tebanos huyeron a Atenas, donde Pelópidas se puso al frente de una conspiración para liberar Tebas. En el 379 a. C., el partido democrático sorprendió y mató a sus principales oponentes políticos en Tebas, miembros del partido aristocrático que apoyaba a los espartanos, y levantó al pueblo contra la guarnición espartana, que se rindió ante un ejército reunido por Pelópidas.
Se organizó una expedición espartana contra Tebas, dirigida por el rey espartano  de la dinastía agíada, Cleómbroto I. Ese invierno, Esfodrias intentó una incursión en El Pireo que terminó en un fiasco. Sin embargo, fue absuelto, lo que llevó a Atenas a declararse a favor de Tebas.

### Primera campaña de los espartanos en Beocia
Tras la revuelta de Tebas, los lacedemonios ejecutaron al harmosta de Tebas (comandante de la guarnición espartana en Cadmea) «porque abandonó la fortaleza sin esperar a que le llegara ayuda», y emprendieron una campaña contra los tebanos. Dado que Agesilao se negó a participar en la campaña, el mando fue otorgado a Cleómbroto.
Los atenienses, dirigidos por Cabrias, bloquearon el camino de los espartanos hacia Tebas a través de Eleuthera, por lo que Cleómbroto utilizó un segundo paso a través de las montañas (hacia Platea), que fue bloqueado por una pequeña guarnición tebana (unos 150 hombres). Algunos consiguieron escapar, y el resto fueron masacrados por los peltastas lacedemonios de Cleómbroto. Sin embargo, la invasión de Beocia se retrasó Tras invadir Beocia, Cleómbroto marchó hacia Tespias, al oeste de Tebas, donde se encontraban las principales tropas leales a Esparta.
Sin embargo, no marchó sobre la propia Tebas, donde se encontraban las tropas atenienses en ese momento, ya que no se atrevía a provocar una guerra con Atenas y Tebas. El rey espartano informó de la exigencia espartana de llevar a juicio a los asesinos de Leóntides. Sin dudar de la posición de Esparta, dejó una fuerte guarnición en Tespias, dirigida por Esfodrias. Algunos estudiosos creen que parte de la razón de su política pacifista fue el clima ya que se describen el frío, la nieve y las tormentas.
Como resultado de la invasión, Atenas y Tebas se amedrentaron. Atenas condenó a muerte a dos estrategos implicados en la revuelta de Tebas. Los tebanos también estaban aterrorizados, incluso enviaron una embajada a Esparta declarando que aún estaban dispuestos a reconocer la hegemonía de Esparta y la autonomía de los estados beocios: 

«Rescatados con la ayuda de nuestro ejército ateniense y devueltos del exilio a su patria, no dudaron ni un momento en enviar embajadores a Lacedemonia, expresando su disposición a permanecer en la esclavitud y a no transgredir en modo alguno el acuerdo anterior».

Los espartanos, sin embargo, no estaban dispuestos a considerar los asesinatos de sus amigos como un asunto puramente interno de Tebas y exigieron firmemente la extradición de los conspiradores.

### Incursión de Esfodrias
Tebas, que permaneció aislada, se habría visto obligada a ceder si Esparta no hubiera provocado de nuevo a Atenas.
Según las fuentes, la incursión espartana de Esfodrias fue facilitada (incluso sobornada) por los nuevos beotarcas tebanos Pelópidas y Górgidas. para atraer a Atenas a la guerra con Esparta.
En enero-febrero de 378 a. C., Esfodrias condujo a sus guerreros fuera de Tespias hacia El Pireo, uno de los puertos de Atenas(que no disponía de murallas conectadas con Atenas y estaba desguarnecido en caso de ataque), afirmando que las tropas llegarían allí antes del amanecer. A lo largo del camino fue sorteando, apoderándose de ganado y saqueando casas. Como resultado, el amanecer lo sorprendió en Eleusis, y advertido por las tropas que encontró «todos los atenienses —hoplitas y jinetes— se armaron rápidamente y protegieron la ciudad del ataque». Habiendo perdido el elemento sorpresa, Esfodrias regresó a Tespias.
En ese momento los embajadores lacedemonios se encontraban en Atenas y fueron arrestados inmediatamente. Posteriormente se comprobó que no estaban implicados y fueron liberados. Según los embajadores, los atenienses «sin duda se enterarían pronto de la ejecución de Esfodrias por la sentencia de los lacedemonios». Los éforos convocaron a Esfodrias a Lacedemonia y lo llevaron a juicio acusado de un delito castigado con la muerte. Por miedo, Esfodrias no compareció en el juicio, pero fue absuelto en ausencia. Muchos lacedemonios consideraron este juicio como el más injusto de todos los que se habían llevado a cabo en Lacedemonia. Según algunos estudiosos, «el episodio de la absolución de Esfodrias es extremadamente oscuro».
Como resultado, Atenas declaró la guerra a los lacedemonios y nombró a Timoteo, Cabrias y Calístrato como estrategos. Según Diodoro, los atenienses reclutaron 20 000 hoplitas, 500 jinetes y 200 barcos de guerra. También incorporaron a Tebas a su alianza, que ya incluía a Quíos, Bizancio, Mitilene y Rodas, «en terreno común» y durante los siguientes tres años lucharon codo con codo con ellos contra Esparta. Tras la incursión de Esfodrias en 378 a. C., Atenas tomó medidas para consolidar esta alianza en una segunda alianza naval ateniense. En febrero-marzo de 377 a. C., se dictó el Decreto de Aristóteles para regular las acciones de la alianza. Justo antes de la publicación del decreto, se le unieron Phyphae y Metimna. Gracias a los términos del decreto los atenienses recuperaron el favor perdido al final de la guerra de Corinto por los griegos.
Los términos de la alianza eran totalmente coherentes con los términos de la paz de Antálcidas. También incluía a Rodas, Lesbos, Eubea y el Dodecaneso. Una vez igualadas las fuerzas con Esparta, Atenas comenzó a atacar a sus partidarios isleños. Se capturaron varias islas que eran partidarias de Esparta y Hestiea en la isla de Eubea.
Esparta, a su vez, también comenzó a tratar a sus aliados con más indulgencia. Las fuerzas armadas de la alianza fueron reorganizadas, dándose el mando del ejército a Agesilao.

### Segunda campaña de los espartanos en Beocia
A principios del año 378 a. C., posiblemente con ayuda oficial (o extraoficial) de Atenas, Tebas comenzó a construir una fortificación en forma de foso con empalizada que rodeaba la llanura tebana. Dado que el comienzo de la segunda campaña espartana se estima a finales de junio, una época normal para una campaña espartana ya que quemaban las cosechas antes de recolectarlas, Tebas tuvo unos 5 meses para construir esta línea defensiva, que como fortificación resultó inútil. A finales de junio Agesilao II, con un ejército que Diodoro estima en 18 000 soldados (incluyendo cinco moras de espartanos de 500 hombres cada uno) y 1500 jinetes adicionales, se dirigió a Beocia. Cruzó el Citerón y estableció una base en Tespias. Los atenienses transfirieron inmediatamente 5000 soldados de infantería y 200 jinetes a los tebanos y junto con estos ocuparon las fortificaciones.
Agesilao movió su campamento a lo largo de las fortificaciones, vaciando el área entre su campamento y las fortificaciones ocupadas por tebanos y atenienses. Los espartanos intentaron forzar a los tebanos y atenienses a una batalla en la llanura, pero no quisieron avanzar más allá de las fortificaciones. Una mañana, Agesilao partió antes de lo habitual y se infiltró en la línea de fortificaciones antes de que llegaran los defensores. Como resultado, los espartanos habían devastado la zona tebana sin obstáculos, pero Agesilao no consiguió destruir el ejército combinado de atenienses y tebanos. Gracias a la actuación del estratego ateniense Cabrias, este pudo retirarse a la ciudad, evitando de nuevo la batalla. Agesilao regresó entonces y amuralló Tespias, dejando allí a Fébidas de harmosta y regresó al Peloponeso.
Fébidas devastó la región de Tebas de vez en cuando. Ansiosos por vengarse de él, los tebanos lanzaron una expedición sobre Tespias. Derrotaron a un destacamento de 200 hombres e intentaron asaltar la ciudad. Tras algunas escaramuzas, los tebanos se retiraron perseguidos por los peltastas mercenarios de Fébidas hacia un desfiladero infranqueable. Al darse la vuelta, los tebanos atacaron a sus perseguidores, obligándolos a huir. En esta batalla murió Fébidas. Esto levantó los ánimos de los tebanos y emprendieron una serie de campañas contra Tespias y otras ciudades beocias (los partidarios del partido demócrata habían huido previamente de estas ciudades a Tebas). Sin embargo, pronto los lacedemonios enviaron un polemarca a Tespias por mar, con un destacamento de soldados para sustituir a Fébidas.

### Tercera campaña de los espartanos en Beocia
En junio de 377 a. C. los espartanos marcharon sobre Tebas por tercera vez. Los espartanos estaban bajo el mando de Agesilao. Los tebanos y los atenienses, que lo esperaban desde la dirección de Tespias, ocuparon las fortificaciones mencionadas anteriormente en este lugar. Sin embargo, Agesilao, habiendo realizado una marcha forzada, llegó a las fortificaciones en otro lugar y penetró dentro del cerco. Luego devastó la zona tebana al este de Tebas y dio la vuelta.
Para entonces, los tebanos y los atenienses se habían alineado en la colina llamada «Asiento de la Vieja», cerca de Oropo y Tanagra, y tomaron posiciones defensivas. Agesilao engañó a los tebanos haciéndoles creer que se dirigían a su ciudad, por lo que huyeron hacia Tebas temiendo por su ciudad, pero estallaron escaramuzas entre los grupos de infantería libera de sus dos ejércitos. Pero la batalla no tuvo lugar, y Agesilao se retiró de la ciudad y acampó en el lugar donde los tebanos habían estado últimamente. En su viaje de regreso, el ejército de Agesilao fue atacado por los peltastas tebanos, pero fueron rechazados por los jinetes espartanos aliados y tuvieron muchos muertos. Agesilao llegó entonces a Tespias, donde se libraba una lucha civil encarnizada; tras poner orden en la ciudad, Agesilao regresó a Esparta.
Los tebanos se encontraban en una situación muy grave por la falta de pan: desde hacía dos años no habían podido recoger la cosecha de los campos. Así que enviaron dos trirremes a Pegas por pan. Los tebanos lo compraron, pero en el camino de vuelta los barcos fueron apresados por Alcetes, el jefe de la guarnición espartana en Óreo. Los tebanos fueron encarcelados, pero luego escaparon, tomaron posesión de la fortaleza e indujeron a Óreo a apartarse de los espartanos. Después, los tebanos transportaron el pan sin ninguna dificultad..

### Cuarta campaña de los espartanos en Beocia
En el 376 a. C. los espartanos al mando de Cleómbroto, ya que Agesilao estaba enfermo, invadieron Beocia. Sin embargo, no consiguieron llegar a Tebas, ya que el monte Citerón, de gran importancia estratégica, donde se encontraba el paso hacia Beocia, estaba ocupado por los tebanos y los atenienses.

### Guerra en el mar
A esto le siguió una asamblea de la Liga del Peloponeso en Esparta, en el que se decidió bloquear a Atenas desde el mar, para luego tomarla por agotamiento, y desembarcar tropas desde barcos en la Grecia Central para invadir Beocia desde el oeste o desde el norte.
Al principio, los espartanos lograron bloquear a Atenas cortando las rutas marítimas de abastecimiento de trigo desde el Mar Negro. Pero entonces, cuando los atenienses ya se estaban quedando sin pan, enviaron contra los espartanos una flota comandada por el navarco Cabrias, que derrotó a los espartanos en la Batalla de Naxos.
Cuando los espartanos se preparaban para transportar un ejército por mar a Beocia, los tebanos pidieron a los atenienses que desviaran a los espartanos de la campaña a Beocia. Los atenienses respondieron con su consentimiento y en el año 375 a. C. |375 a. C. enviaron 60 barcos al mando de Timoteo que rodeó el Peloponeso y sometió a Córcira a Atenas, y de paso obtuvo una victoria sobre la flota espartana en la Batalla de Alisia.

## Contraofensiva de los tebanos

Sitios de batalla de la antigua Grecia

Ese mismo año, los tebanos lanzaron una contraofensiva contra las ciudades beocias que estaban bajo dominio espartano, las capturaron y revivieron la Liga Beocia. Estas campañas incluyeron la Batalla de Tegira, en la que los tebanos, al mando de Pelópidas, obtuvieron una importante victoria sobre los espartanos. Como resultado, los tebanos liberaron todas las ciudades beocias de los espartanos, excepto Orcómeno.
Al mismo tiempo, se fortaleció la región de Tesalia, cuyo dirigente más destacado, Jasón de Feras, comenzó a unificarla. Los beocios hicieron una alianza con Jasón.
Los tebanos, tras conquistar Beocia, invadieron Fócida. Los focidioos pidieron ayuda a los espartanos, amenazando con someterse a los tebanos si se negaban. Los espartanos transportaron un ejército dirigido por Cleómbroto a través del Golfo de Corinto hacia Fócida. Cuando los espartanos aparecieron en Fócida, los tebanos se retiraron a Beocia.
En 374 a. C. los atenienses se dieron cuenta de que sus acciones en alianza con Tebas sólo conseguían fortalecer a esta última. Por ello, enviaron embajadores a Esparta e hicieron la paz. Timoteo, que había estado viajando por el Peloponeso, fue llamado a Atenas.
En 373 a. C. |373 a. C. los espartanos sitiaron Córcira. Fue bloqueada tanto por tierra como por mar, y pronto los corcieros se vieron en apuros. Pidieron ayuda a Atenas. A ellos con una flota en abril  fue enviado por Ifícrates. Sin embargo, los corcireos fueron capaces de derrotar a los espartanos incluso antes de la llegada de Ifícrates. Este llegó y derrotó a la flota de Siracusa, aliada de Esparta, e hizo prisionera a su tripulación.

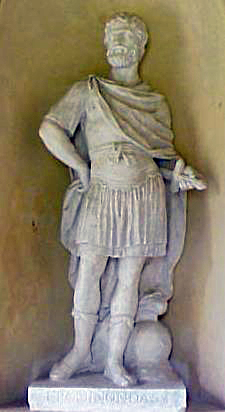
Estatua de Epaminondas.

Ese mismo año los tebanos tomaron Platea, lo cual fue otra razón para que Atenas rompiera su alianza con Tebas, ya que los platenses habían mantenido una larga amistad con los atenienses. Atenas decidió hacer la paz con Esparta. En el año 371 a. C., se enviaron embajadores de casi todos los estados griegos a Esparta, y en junio se concluyó la paz  negociada por parte del próxeno ateniense Calias. Solo los tebanos no firmaron este tratado.
Esta fue la causa de la quinta invasión de los espartanos a Beocia. Los espartanos, dirigidos por Cleómbroto, invadieron Beocia desde el noroeste,. se adentraron en la región de Tespias y acamparon cerca de Leuctra. Entonces tuvo lugar la Batalla de Leuctra, en la que los tebanos, bajo el mando de Epaminondas, obtuvieron una victoria decisiva sobre los espartanos. En la batalla, Epaminondas empleó la táctica del "orden oblicuo", avanzando el flanco izquierdo de su ejército más allá del centro y del flanco derecho. 
Además, el flanco izquierdo fue reforzado con destacamentos seleccionados y colocados contra el flanco derecho espartano. Los espartanos no pudieron resistir el poderoso golpe y se retiraron; el rey Cleómbroto fue asesinado. Esta batalla puso fin a 300 años de superioridad de la infantería espartana.

## Hegemonía tebana

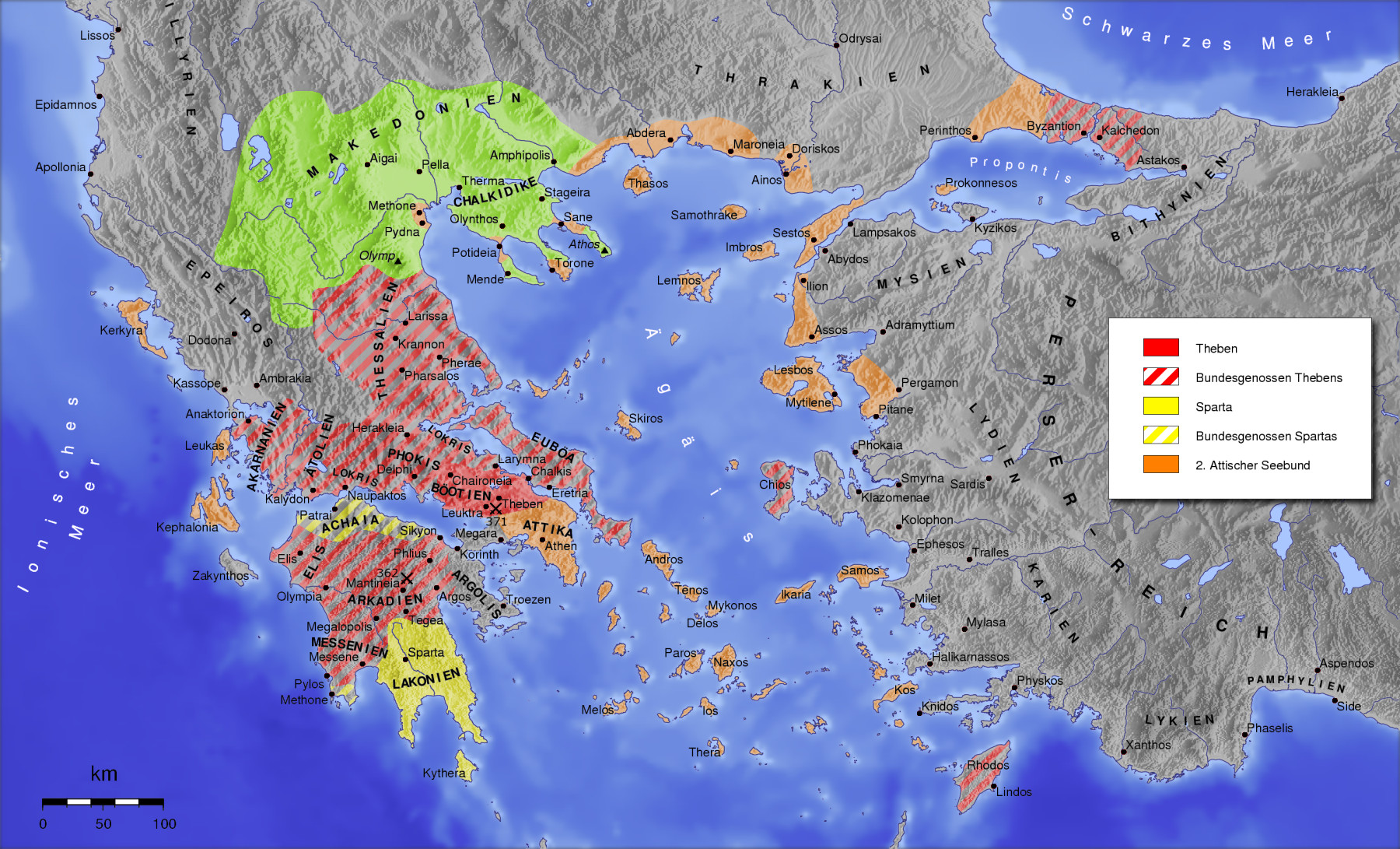
Grecia durante la hegemonía tebana

La batalla de Leuctrae tuvo un impacto significativo en la situación política interna de Grecia. Esparta perdió su hegemonía en Grecia. Se inició un periodo de hegemonía de Tebas que duró 9 años. Muchas ciudades-estado de Eubea, Fócida, Etolia y otras regiones de Grecia Central se unieron a la Unión Beocia. En el Peloponeso, el sentimiento antiespartano se intensificó, y en muchas ciudades llegaron al poder facciones democráticas.

### Unificación de Arcadia
En 370 a. C., el partido de Calibia y Proxena en Tegea, según Diodoro, Licomedes de Tegea) abogaba para que Arcadia se convirtiera en un Estado unido. Los partidarios del partido contrario fueron en parte masacrados y en parte huyeron a Esparta. Allí convencieron a los espartanos de marchar sobre Arcadia. Al mismo tiempo, Arcadia se unió y formó una alianza con Tebas. Sólo los orcomenios no fueron incluidos en la Liga Arcadia (como se llamó el nuevo estado) debido a la hostilidad hacia los mantineos, y las ciudades del norte de Arcadia.
Entonces los mantineanos atacaron a los orcomenos, pero fueron derrotados. Agesilao se opuso a los arcadios, pero, tras devastar el país, regresó a Laconia.

### Primera campaña de los tebanos en el Peloponeso
Ese mismo año Epaminondas y Pelopidas acudieron en ayuda de los arcadios en el Peloponeso. A ellos se unieron los arcadios, argivos y eleos. Jenofonte escribió que los tebanos no querían invadir Laconia debido a su terreno montañoso y a sus buenas defensas, pero tras convencer a los aliados accedieron. Los aliados invadieron Laconia en cuatro lugares. Los tebanos y sus aliados se unieron entonces en Selasia y avanzaron lentamente, saqueando ciudades y devastando tierras.
Los aliados se acercaron a Esparta y ocuparon las alturas dominantes sobre la ciudad. La defensa de Esparta fue dirigida por el rey Agesilao. Los refuerzos acudieron en ayuda de los espartanos y Epaminondas no atacó Esparta. Avanzando hacia el sur, llegó al puerto espartano de Gitión. El ejército beocio se dirigió entonces a Mesenia. Allí Epaminondas proclamó el renacimiento del estado mesenio y ordenó que la capital de Mesenia, fuera Mesene. Como resultado, Esparta perdió un tercio de su territorio.
Los espartanos pidieron entonces ayuda a los atenienses. Tras una reunión, los atenienses aceptaron y enviaron a Ifícratesa con un ejército. Ocupó el Istmo, tratando de impedir que los beocios abandonaran el Peloponeso. Pero Epaminondas pudo derrotar a los atenienses y retirarse a Beocia.

### Segunda campaña de los tebanos al Peloponeso

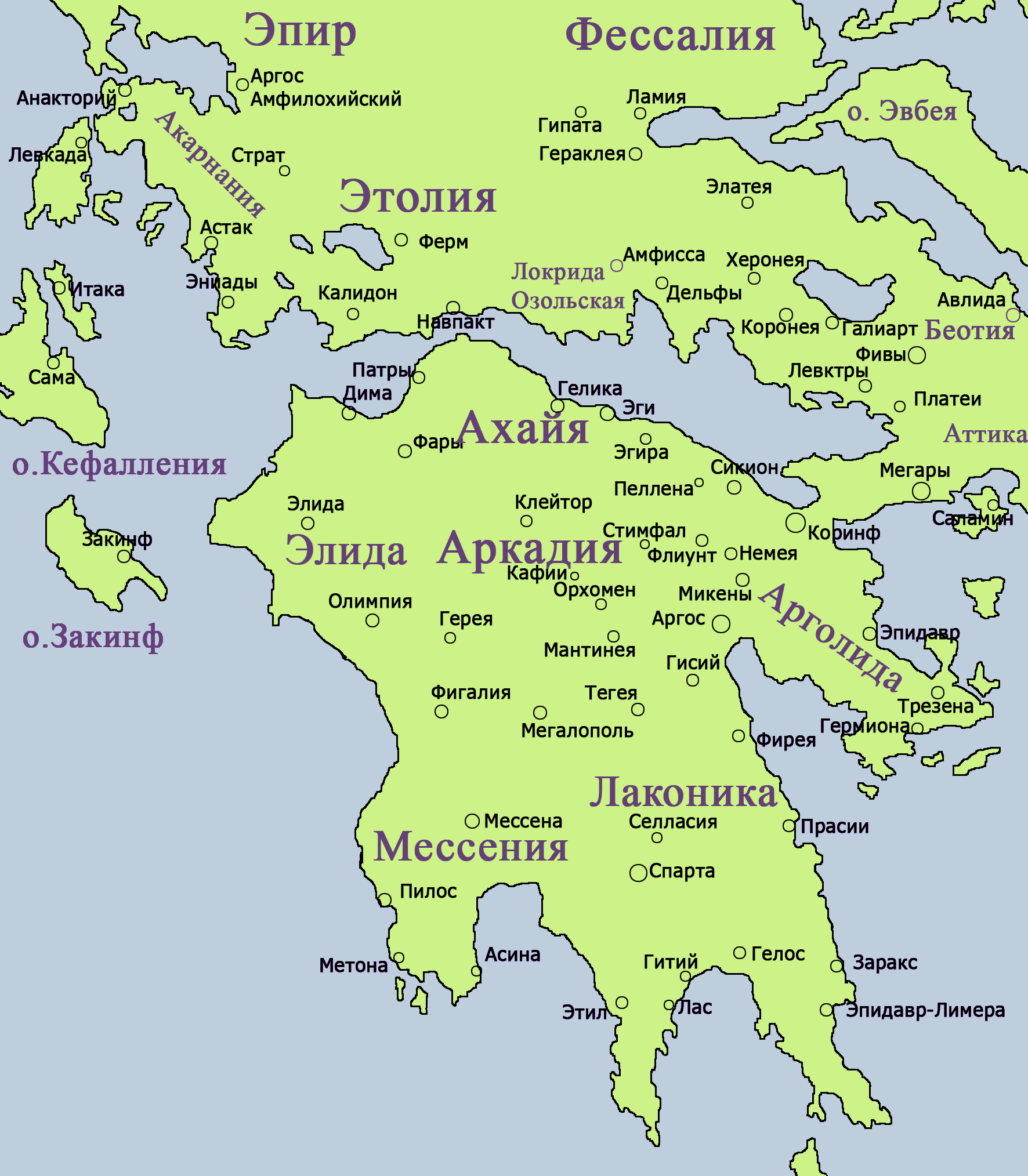
Grecia continental en la antigüedad

A finales del verano 369 a. C. Los embajadores espartanos llegaron a Atenas para concluir una alianza. Tras un debate en la Asamblea Popular, se concluyó la alianza.
Los atenienses y los peloponesos decidieron ocupar las Montañas Oneidas para evitar que los tebanos invadieran el Peloponeso. Sin embargo, los tebanos atacaron a los espartanos por la noche y los derrotaron. A continuación, se unieron con los arcadios, argivos y aelios y atacaron Sikion y Pellena y devastaron Epidauro. También intentaron tomar Fliunte, pero fueron derrotados en Corinto. A esto le siguió una escaramuza con el ejército de siracusano que había acudido en ayuda de los espartanos, y los tebanos se retiraron a Beocia. Allí Epaminondas fue juzgado por su derrota en Corinto y expulsado del colegio de los beotarcas.

### Aventuras de los arcadios
En 368 a. C., Licomedes de Mantinea (según Diodoro, de Tegea)) sugirió que los arcadios actuaran sin la ayuda de los tebanos y siguieran una política independiente. Los arcadios comenzaron a emprender sus propias campañas en distintas partes del Peloponeso, y Licomedes fue nombrado estratega de la alianza arcadia. Los arcadios acudieron en ayuda de los argivos, que estaban rodeados por mercenarios atenienses y corintios al mando de Cabrias. Luego capturaron la ciudad de Ásine en Laconia.
En 367 a. C. el rey espartano Arquidamo III, junto con refuerzos de Siracusa, tomó la ciudad de Carias y luego atacó Parrasia. Los arcadios y argivos se dirigieron hacia donde estaba él. Arquídamo se retiró a Medea. Mientras tanto, el jefe de los siracusanos, Císidas, declaró que su estancia había terminado, y se dirigió a Esparta, pero en su camino fue bloqueado por los mesenios. Entonces Cídisas pidió a Arquídamo que le ayudara. Arquídamo marchó hacia donde estaba él, pero el ejército de arcadios y argivos lo siguió con la idea de cerrarle el paso. En el cruce de Eutresis y Medea, se libró la batalla llamada de «sin lágrimas», en la que los espartanos obtuvieron una importante victoria. Según Jenofonte, los espartanos no perdieron ni un solo hombre. Las pérdidas de sus adversarios llegaron a ser de diez mil hombres.
En 368 y 367 a. C. los arcadios y los argivos asediaron Fliunte, que permaneció fiel a Esparta, pero nunca pudieron tomarla.

### Guerra en Tesalia
En el año 370 a. C. el gobernante (tagós) de Tesalia Jasón de Feras fue asesinado por una conspiración. Tras su muerte, los hermanos de Jasón, Polidoro y Polifemo, se convirtieron en gobernantes. Polidoro fue pronto asesinado, como sugiere Jenofonte, por su hermano Polifrónico, y entonces el hijo de Polidoro Alexandro vengó a su padre. Convertido en 369 a. C. rey de Fer, Alejandro demostró ser un tirano cruel e instituyó un régimen de terror. Al iniciar la conquista de Tesalia, se encontró con la resistencia de algunas de las ciudades tesalianas lideradas por Larisa que pidieron ayuda a los tebanos. Sin embargo, Alejandro apeló a Atenas y, con la promesa de beneficios económicos, consiguió su apoyo. Los tebanos enviaron un ejército a Tesalia, dirigido por Pelópidas. Liberó a Larisa y obligó a Alejandro a exiliarse.
Sin embargo, Alejandro regresó y volvió a aplicar una política de terror. Los tesalios volvieron a enviar embajadores a Tebas. Pelópidas pensó en resolver el asunto por la vía diplomática, por lo que él y Beotarco Ismenio fueron a Tesalia como embajadores, sin ejército. Pero Alejandro los arrestó y los encarceló.
En respuesta, los tebanos enviaron un ejército a Tesalia en el otoño de 368 a. C. Pero los comandantes de este ejército no tuvieron éxito y se retiraron. Entonces los tebanos enviaron en la primavera del 367 a. C. contra Alejandro a Epaminondas. Consiguió liberar a Pelópidas e Ismeneo, tras lo cual concluyó una tregua y se retiró a Beocia.
En el año 364 a. C. los tebanos, a petición de los tesalios, enviaron un ejército a Tesalia. Pelópidas se puso al frente del ejército, deseando vengar a Alejandro por su cautiverio. Derrotó a Alejandro en la Batalla de Cinoscéfalas, pero cayó en la batalla. Después de esta batalla, el tirano Ferus se vio obligado a formar una alianza con Tebas y proporcionarles ayuda militar.

### Intentos fallidos de hacer las paces
En el 370 a. C. el gobernante de Esparta fue asesinado por una conspiración, temiendo una derrota total, en el 368 a. C. se dirigió al Persa, y los persas enviaron a Grecia un embajador Filisco de Abido, que propuso un nuevo tratado de paz entre todos los griegos en los términos de la paz de Antalkidus. Pero los tebanos rechazaron estos términos, no aceptando la devolución de Mesenia al poder de Esparta. Entonces Filisco dio a los espartanos dinero enviado desde Persia, y con este dinero el rey Arquidam contrató mercenarios.
En el año 367 a. C., los tebanos decidieron conseguir la hegemonía en Grecia con la ayuda de los persas, es decir, querían conseguirla igual que la habían conseguido los espartanos como resultado de la Paz de Antalcidas - concluyendo un tratado de paz, cuya ejecución sería responsabilidad de Tebas. Enviaron embajadores al rey persa Artajerjes y también llamaron a sus aliados, los arcadios y los elios. Los atenienses, al enterarse, enviaron a sus embajadores. Durante las negociaciones, Pelópidas, el embajador tebano, consiguió que el rey aceptara la independencia de todos los estados griegos, la confirmación de la independencia de Mesenia y la exigencia de que se prohibiera a los atenienses tener una flota (Paz de Pelópidas).
En la conferencia de Tebas, los tebanos mostraron una carta con un sello real y exigieron a los embajadores aliados que juraran respetar los términos. Pero los arcadios se negaron y abandonaron desafiantemente la reunión. Los tebanos enviaron entonces embajadores a todas las ciudades importantes exigiendo la aceptación de las condiciones, pero fueron rechazados primero en Corinto, y luego en otras ciudades.

### Tercera campaña de los tebanos en el Peloponeso

Grecia antigua en la era clásica

Deseando ganar para su lado a los aqueos, que hasta entonces habían sido neutrales, Epaminondas emprendió en el 367 a. C. una campaña a Acaya. El ejército argosiano, a petición suya, ocupó Oneia, derrotando a los espartanos y atenienses que allí se encontraban. Los tebanos cruzaron las montañas de Eneas sin obstáculos e invadieron Acaya. Epaminondas obligó a los aqueos a aliarse con él, pero dejó la oligarquía en las ciudades aqueas. Cuando Epaminondas ya se había retirado de Acaya, los arcadios le pidieron que enviara harmostos (virreyes) a las ciudades aqueas. Los armonistas, con la ayuda del pueblo, instauraron una democracia y expulsaron a los oligarcas. Pero los exiliados reunieron un ejército, tomaron posesión de sus ciudades y restablecieron el gobierno oligárquico, pero ahora estaban claramente del lado de Esparta.
Ese mismo año, la ciudad de Oropo se separó de los atenienses con la ayuda de los tebanos. Con el fin de volver a someter a Oropus, los atenienses llamaron al ejército ateniense al mando de Cares de Atenas desde el Peloponeso, pero no pudieron recuperar Oropo debido a la falta de ayuda de sus aliados. Al enterarse de ello, el jefe de la alianza arcadia, Licomedes, se dirigió a Atenas para concertar una alianza que se concluyó. Así, los atenienses se aliaron con los aliados de sus adversarios. El motivo era el deseo de los arcadios de llevar a cabo una política independiente de Tebas; por parte de los atenienses el motivo era el mismo: no querían depender de Esparta, además, el tratado de alianza estipulaba que los atenienses no lucharían contra los espartanos.
Corinto y Fliuntus hicieron entonces la paz con Tebas y en ese momento se intensificó la tendencia a la paz en ambas coaliciones. En 366 a. C. Tebas y sus aliados, por un lado, y Esparta y sus aliados, por otro, negociaron un tratado de paz.

### Guerra de Arcadia y Elis
En 365 a. C. hubo un conflicto fronterizo entre Arcadia y Aelia: los aelianos se apoderaron de la ciudad de Lacion, que les pertenecía desde hacía tiempo, pero que se había unido a la Unión Arcadia.
En respuesta, los arcadios invadieron Elyda y derrotaron al ejército aeliano. A continuación, capturaron las ciudades acroreas, excepto Fravsta, e intentaron tomar Olimpia  donde hubo una lucha de partidos entre los demócratas y los oligarcas. Los demócratas, esperando la ayuda de los arcadios, tomaron la ciudad acrópolis, pero fueron expulsados de allí por las fuerzas de los oligarcas. Los demócratas huyeron a Pylos y se fortificaron allí. Los arcadios no se atrevieron a asaltar Olimpia. A continuación, intentaron tomar la ciudad de Elyda, pero los aliados de los aelianos, los aqueos, defendieron la ciudad.
En 364 a. C. los arcadios volvieron a invadir Elida. Cerca de Kilena fueron atacados por los aelianos, pero fueron derrotados. Entonces los aelianos pidieron ayuda a los espartanos. Los espartanos aceptaron, y el rey Arquidamo III emprendió una campaña y capturó la ciudad arcadia de Cromna. Dejando una guarnición allí, regresó a Esparta. Los arcadios sitiaron Cromnus, y los espartanos se dispusieron a rescatar la guarnición. Pero los espartanos fueron derrotados y se vieron obligados a pactar una tregua.
Los oligarcas de Aeleia decidieron tomar Pilos y enviaron un ejército contra ella. El ejército de los oligarcas eleáticos derrotó a un destacamento de demócratas y tomó Pilos.
Los espartanos volvieron a intentar levantar el asedio a Cromnus y liberar a la guarnición espartana. El ejército espartano se acercó a Kromnus. Sólo algunos soldados de la guarnición lograron escapar de la ciudad; el resto fueron rodeados por los arcadios junto con sus aliados y hechos prisioneros.
Durante los Olimpiadas, los aelios y aqueos infligieron la primera derrota a los arcadios.
En 363 a. C. los mantineanos afirmaron que el gobierno de la Unión Arcadia estaba utilizando el tesoro del templo de la Olimpia capturada de forma imprudente ya que los arcadios estaban gastando dinero del tesoro para pagar a los eparitas, guerreros arcadios de distinción. Los mantenses lo consideraron un sacrilegio y devolvieron el dinero que les habían enviado. Surgió el conflicto, y el gobierno de Arcadia pidió ayuda a los tebanos. Pero entonces los arcadios, que no querían que los tebanos se inmiscuyeran en los asuntos de Arcadia, les convencieron de que no se adentraran en el Peloponeso. El gobierno de Arcadia se vio entonces obligado a hacer la paz con Aelida y devolver Olimpia a los aelianos.

### El viaje por mar de Epaminondas y la conspiración oligárquica en Orcómeno

Uniones griegas en 362 a. C.

En el año 364 a. C., durante una pausa en la guerra entre Tebas y Esparta, Epaminondas decidió socavar el poderío naval ateniense y convenció a los miembros de la Asamblea Nacional de Beocia para que gastaran dinero en la construcción de una flota. Se construyeron cien trirremes, que marcaron el inicio de la flota tebana. Sobre ellos los tebanos, dirigidos por Epaminondes, salieron al Mar Egeo, inclinaron Quios y Rodas a la amistad, y luego sometieron a Bizancio. Esto supuso un duro golpe para el abastecimiento de pan de Atenas y llevó a una disputa irreconciliable entre Atenas y Tebas.
Ese mismo año se descubrió una gran conspiración oligárquica centrada en Orcómeno. El gobierno tebano ejecutó a los líderes de los conspiradores y luego anunció una campaña contra Orcomeno. La ciudad fue tomada y destruida, y los habitantes supervivientes huyeron a otros estados griegos.

### Cuarta campaña de los tebanos al Peloponeso

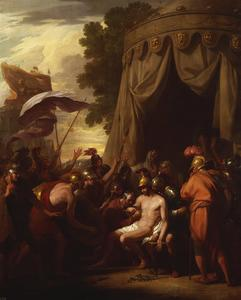
Benjamin West. "Muerte de Epaminondas"

En 362 a. C., llegaron al poder en Mantinea unos aristócratas que declararon que los tebanos sólo actuaban para debilitar a todo el Peloponeso, se separaron de la Unión Arcadia y buscaron la ayuda de Esparta y Atenas.
Durante estas negociaciones, Epaminondas reunió un ejército y marchó al Peloponeso. Se detuvo en Nemea, con la esperanza de interceptar un destacamento ateniense que se dirigía a Mantinea, pero, muy a su pesar, los atenienses decidieron ir por mar. Luego fue a Arcadia y se estableció en Tegea. Se enteró de que sus enemigos estaban en Mantinea y Pelene y decidió evitarlos y atacar Esparta. La ciudad estaba defendida por muy pocas tropas, pero sin embargo los espartanos ganaron. Epaminondas se retiró a Mantinea, donde el 27 de junio o el 3 de julio tuvo lugar la la última batalla de la guerra. La batalla terminó en un empate, con Epaminondas cayendo en el campo de batalla. Esta batalla se convirtió en una de las más tenaces y sangrientas de la historia de la antigua Grecia.
Después de esta batalla, todos los estados beligerantes firmaron un tratado de paz. Agesilao protestó por la participación de los representantes de Mesenia en la firma del tratado, no reconociendo su independencia en contra de la opinión de los embajadores de otros estados, y por ello no firmó la paz con los mesenios. La guerra de Beocia, que duró 16 años, había terminado. Esta paz era sólo formal pues reconocía el statu quo y legitimaba su existencia temporal.

## Secuelas de la guerra

Al sur de la península balcánica en 336 a. C

El historiador griego Jenofonte escribió sobre los resultados de la batalla de Mantinea de la siguiente manera:

Estos acontecimientos condujeron así a consecuencias directamente opuestas a las esperadas por todos los hombres. Aquí se reunió casi toda Grecia y se alzó en armas unos contra otros; todos esperaban que si había una batalla, los que salieran victoriosos obtendrían el poder sobre Grecia, y los que fueran derrotados se someterían a ellos. Sucedió, sin embargo, por voluntad de la deidad, que ambos bandos, como vencedores, colocaron el trofeo, y ninguno pudo impedir que sus adversarios lo hicieran; ambos bandos, como vencedores, entregaron los cuerpos a sus adversarios, haciendo una tregua para ello, y ambos bandos, como vencedores, estuvieron de acuerdo con ello. Además, ambos bandos afirmaron haber ganado, y sin embargo ninguno de ellos obtuvo una nueva ciudad o un territorio o poder adicional después de esta batalla en comparación con lo que tenía antes de la misma. Esta batalla trajo aún más confusión y desconcierto en los asuntos de Grecia que antes.

Más o menos lo mismo puede decirse del resultado de la guerra de Beocia. Tebas, agotada por la sobrecarga de sus fuerzas, había perdido gran parte de su influencia. Seguían siendo una polis fuerte, pero ya no podían ejercer realmente la hegemonía en Grecia.
El sistema unipolar de Grecia fue sustituido por una serie de "centros de poder" que reclaman posiciones de liderazgo. Un solo Estado ya no podía reclamar la hegemonía en Grecia. Tras el final de la guerra, la alianza política más fuerte de Grecia se convirtió en la segunda Unión Marítima Ateniense. Pero la hegemonía de Atenas no duró mucho. En 357 a. C. estalló la guerra de Atenas contra sus aliados, que terminó en 355 a. C. con la disolución de la alianza marítima ateniense. Los estados griegos más fuertes ahora sólo conservaban la hegemonía local: Esparta en el Peloponeso, Atenas en el Ática y sus islas adyacentes, y Tebas en Grecia central. Los estados secundarios de Grecia pronto comenzaron a reclamar la hegemonía como Unión Focidiana y Teres en Tesalia.
La guerra beocia debilitó considerablemente a Grecia, lo que condicionó la posterior conquista de la misma por parte de Macedonia.

## Resumen de la guerra
El rey espartano euripóntido Agesilao dirigió dos expediciones contra Tebas, pero consiguió pocos resultados. Es probable que la muralla de Dema se construyera en esta época para defender el Ática. Una expedición en el 376 a. C. dirigida por el rey Cleómbroto I fue bloqueada en los pasos de Citerón. Como los espartanos no lograron superar los montes Citerón, los tebanos tuvieron la oportunidad de atacar a los espartanos, y al hacerlo conquistaron los bastiones que les quedaban en Beocia, mientras que la base espartana de Tespias también se perdió. A los espartanos sólo les quedaban algunas tierras en el sur y Orcomeno en el noroeste.
Como los espartanos tenían dificultades para atacar a Tebas por tierra, decidieron cambiar su estrategia y utilizar una fuerza naval para intentar bloquear el apoyo a los atenienses. En respuesta, los atenienses enviaron una poderosa flota hacia Esparta. El general espartano Pollis dirigió entonces su pequeña flota para intentar detener el asedio, pero murió durante una batalla naval contra el general ateniense Cabrias. Esta victoria naval fue la primera de una flota naval ateniense desde la guerra del Peloponeso. Más tarde, en el 376 a. C., Chabrias hizo una incursión en Laconia, y posiblemente llegó a Sellasia, que está al noreste de Esparta. En el 375 a. C., Atenas organizó dos expediciones exitosas: una en el norte del Egeo bajo el mando de Cabrias y una segunda que navegó alrededor del Peloponeso hasta el oeste de Grecia. Esta fuerza estaba dirigida por Timoteo, hijo de Conón, que ganó la batalla de Alicea en Acarnania.

La antigua Beocia

En el año 375 a. C. se renovó la Paz del Rey, pero solo duró unos meses. La toma de Platea por parte de los tebanos puso en tensión la alianza tebano-ateniense, ya que los platenses fueron expulsados de su ciudad y encontraron asilo en Atenas, donde fueron una fuerte voz contra Tebas. Aunque la alianza se mantuvo, Atenas insistió en negociar con Esparta. Se acordó un tratado de paz, pero en la firma del mismo surgieron importantes desacuerdos. Epaminondas insistió en que debía firmar por el conjunto de los beocios y no solo por Tebas. En respuesta, el rey espartano Agesilao tachó el nombre de Tebas de la lista de firmantes. Ambas partes abandonaron la conferencia y se prepararon para reanudar las hostilidades.
Como resultado del fracaso en llegar a un acuerdo con Tebas, los espartanos bajo el mando de Cleómbroto marcharon contra Tebas en el 371 a. C., pero fueron derrotados en Leuctra por los beocios dirigidos por los tebanos. Debido a esta batalla, la supremacía espartana fue efectivamente derrocada y se estableció una nueva era de hegemonía tebana.
En el 370 a. C., Epaminondas invadió el Peloponeso, pero los espartanos se negaron a enfrentarse a su ejército, ahora superior, en una batalla. En lugar de marchar sobre Esparta, Epaminondas estableció la ciudad de Megalópolis y refundó la ciudad de Mesene, antigua enemiga de Esparta. Tener dos nuevos y poderosos enemigos cerca de su capital limitaba mucho el poder de Esparta. Lanzó una segunda expedición en el 369 a. C., pero no se consiguió gran cosa en ninguno de los dos bandos.
Mientras tanto, Pelópidas estaba activo en Tesalia, ya que muchas ciudades de allí habían pedido ayuda contra el gobernante tirano de Tesalia, Alejandro de Feras. En su primera expedición, Pelópidas tuvo éxito, pero tras nuevas quejas sobre el gobierno de Alejandro, fue enviado de nuevo, esta vez como embajador. Alejandro lo hizo encarcelar. En el 368 a. C., Tebas envió un ejército a Tesalia para hacer frente a Alejandro, con Epaminondas como soldado debido a que sus enemigos en Tebas bloquearon su elección como boeotarca. El ejército no logró derrotar a Alejandro y fue salvado de la destrucción por Epaminondas, que dirigió la retirada. En el 367 a. C., otro ejército, esta vez bajo el mando de Epaminondas, fue enviado a Tesalia. Epaminondas superó a Alejandro y consiguió que liberara a los prisioneros sin mucha lucha. Pelópidas sentía ahora odio por Alejandro y acabaría volviendo con un ejército. Derrotó a Alejandro en la batalla de Cinoscéfalos, pero en su prisa por matar al tirano fue asesinado. Alejandro se vio entonces obligado a firmar la paz con Tebas
A medida que Tebas crecía en poder, más estados griegos empezaron a oponerse a ella, sobre todo Atenas, que ahora temía a Tebas. Otro fue Mantinea, una ciudad del Peloponeso que empezó a actuar contra Tebas. En el 362 a. C.. Epaminondas y sus aliados arcadios marcharon contra Mantinea, que contaba con el apoyo de Esparta y Atenas. Los espartanos han estado reconstruyendo su ejército y decidieron luchar contra Epaminondas en Mantinea. En la batalla resultante los tebanos se impusieron, pero a un coste muy elevado, incluida la pérdida del propio Epaminondas. La muerte de su líder convenció a los tebanos de buscar la paz y seguir una política más defensiva en el futuro. Al final de la guerra, la supremacía espartana se había roto, pero Tebas ya no estaba en condiciones de llenar el vacío. Atenas volvió a ser el estado más poderoso de Grecia, pero sólo por un pequeño margen, y no sería lo suficientemente poderosa como para combatir el ascenso de Macedonia en los años siguientes.